# Charles McDonald (personnalité politique)
 (décembre 2018).
Si vous disposez d'ouvrages ou d'articles de référence ou si vous connaissez des sites web de qualité traitant du thème abordé ici, merci de compléter l'article en donnant les références utiles à sa vérifiabilité et en les liant à la section « Notes et références ».
Pour les articles homonymes, voir Charles McDonald et McDonald.
Charles McDonald, né le 11 juin 1935 dans le comté de Laois, est une personnalité politique irlandaise membre du Fine Gael. Il est sénateur de 1961 à 1973 et de 1977 à 1992, député de 1973 à 1977 et est député au Parlement européen de 1973 à 1979.